# Малагасійський аріарі
Малагасійський аріарі (фр. ariary malgache) — офіційна грошова одиниця держави Мадагаскар з 2005 року (з 1961 року аріарі та іраймбіланья використовувались у напівофіційному статусі; з 2003 року на мадагаскарських монетах номінал у франках не зазначається). Аріарі (поряд з мавританською угією) є однією з двох сучасних не десяткових валют світу. 1 аріарі = 5 іраймбіланья.
На цінниках часто можна зустріти позначки "Ar" (аріарі) та "F" (франк). 1 Ar=5F. Франки вийшли з обігу і не використовуються, але населення вказує в них ціну.